# Luciano Giacotto
Luciano Giacotto (Torino, 4 novembre 1938 – 5 febbraio 2023) è stato un giornalista, produttore discografico, paroliere e fumettista italiano.

## Biografia
Trasferitosi in giovane età a Milano, diventa giornalista musicale, scrivendo tra gli altri su Ciao amici, di cui diventa direttore editoriale (affiancando il direttore responsabile Guido Castaldo).
Con l'avvento del beat si dedica anche all'attività discografica, diventando direttore dell'Ufficio Stampa della Durium e produttore di gruppi come i Balordi e i Kings.
Si dedica anche all'attività di paroliere e traduttore di testi musicali (scrivendo tra le altre Un giorno come un altro che Patty Pravo incide nell'album Concerto per Patty) ed autore di sceneggiature per fumetti.
Nel 1978 debutta sulle pagine de Il Giornalino, scrivendo i testi per Ricky, fumetto disegnato da Ruggero Giovannini.
Con Alarico Gattia collaborerà per anni, adattando alcuni dei grandi classici della letteratura mondiale.
Scompare nel 2023 a 85 anni.